# Manuel Prietl
Manuel Prietl (Deutschlandsberg, Austria, 3 de agosto de 1991) es un exfutbolista austriaco que jugaba de centrocampista.

## Selección nacional
Fue internacional con Austria en la categoría sub-21.

## Estadísticas
Actualizado al último partido disputado en su carrera.
| Club                          | Div.          | Temporada     | Liga  | Liga  | Copas nacionales | Copas nacionales | Copas internacionales | Copas internacionales | Otras | Otras | Total | Total |
| Club                          | Div.          | Temporada     | Part. | Goles | Part.            | Goles            | Part.                 | Goles                 | Part. | Goles | Part. | Goles |
| ----------------------------- | ------------- | ------------- | ----- | ----- | ---------------- | ---------------- | --------------------- | --------------------- | ----- | ----- | ----- | ----- |
| SV Gleinstätten · Austria     | 3.ª           | 2010-11       | 30    | 1     | 2                | 0                | —                     | —                     | —     | —     | 32    | 1     |
| SV Gleinstätten · Austria     | Total club    | Total club    | 30    | 1     | 2                | 0                | 0                     | 0                     | 0     | 0     | 32    | 1     |
| TSV Hartberg · Austria        | 2.ª           | 2011-12       | 32    | 0     | 5                | 1                | —                     | —                     | 1     | 0     | 38    | 1     |
| TSV Hartberg · Austria        | Total club    | Total club    | 32    | 0     | 5                | 1                | 0                     | 0                     | 1     | 0     | 38    | 1     |
| SV Mattersburgo · Austria     | 1.ª           | 2012-13       | 33    | 0     | 2                | 0                | —                     | —                     | —     | —     | 35    | 0     |
| SV Mattersburgo · Austria     | 2.ª           | 2013-14       | 18    | 0     | 2                | 0                | —                     | —                     | —     | —     | 20    | 0     |
| SV Mattersburgo · Austria     | 2.ª           | 2014-15       | 27    | 0     | 2                | 1                | —                     | —                     | —     | —     | 29    | 1     |
| SV Mattersburgo · Austria     | 1.ª           | 2015-16       | 34    | 2     | 2                | 0                | —                     | —                     | —     | —     | 36    | 2     |
| SV Mattersburgo · Austria     | Total club    | Total club    | 112   | 2     | 8                | 1                | 0                     | 0                     | 0     | 0     | 120   | 3     |
| Arminia Bielefeld · Alemania  | 2.ª           | 2016-17       | 24    | 1     | 2                | 0                | —                     | —                     | —     | —     | 26    | 1     |
| Arminia Bielefeld · Alemania  | 2.ª           | 2017-18       | 32    | 0     | 1                | 0                | —                     | —                     | —     | —     | 33    | 0     |
| Arminia Bielefeld · Alemania  | 2.ª           | 2018-19       | 32    | 0     | 2                | 0                | —                     | —                     | —     | —     | 34    | 0     |
| Arminia Bielefeld · Alemania  | 2.ª           | 2019-20       | 31    | 4     | 2                | 0                | —                     | —                     | —     | —     | 33    | 4     |
| Arminia Bielefeld · Alemania  | 1.ª           | 2020-21       | 28    | 1     | 1                | 0                | —                     | —                     | —     | —     | 29    | 1     |
| Arminia Bielefeld · Alemania  | 1.ª           | 2021-22       | 26    | 0     | 2                | 0                | —                     | —                     | —     | —     | 28    | 0     |
| Arminia Bielefeld · Alemania  | 2.ª           | 2022-23       | 22    | 1     | 1                | 0                | —                     | —                     | 2     | 0     | 25    | 1     |
| Arminia Bielefeld · Alemania  | Total club    | Total club    | 195   | 7     | 11               | 0                | 0                     | 0                     | 2     | 0     | 208   | 7     |
| SC Rheindorf Altach · Austria | 1.ª           | 2023-24       | 3     | 0     | 1                | 0                | —                     | —                     | —     | —     | 4     | 0     |
| SC Rheindorf Altach · Austria | Total club    | Total club    | 3     | 0     | 1                | 0                | 0                     | 0                     | 0     | 0     | 4     | 0     |
| Total carrera                 | Total carrera | Total carrera | 372   | 10    | 27               | 2                | 0                     | 0                     | 3     | 0     | 402   | 12    |
| 1. 2.                         |               |               |       |       |                  |                  |                       |                       |       |       |       |       |

## Palmarés

### Títulos nacionales
| Título                  | Club              | País     | Año     |
| ----------------------- | ----------------- | -------- | ------- |
| Primera Liga de Austria | SV Mattersburgo   | Austria  | 2014-15 |
| 2. Bundesliga           | Arminia Bielefeld | Alemania | 2019-20 |